# Irkut MC-21

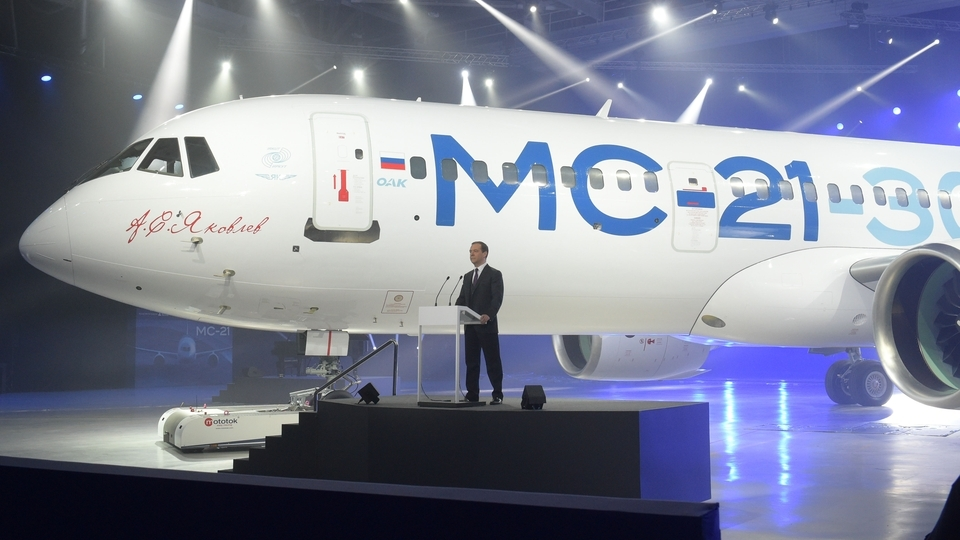
Presentatie van de MC-21.

De Irkut MC-21 is een Russisch passagiersvliegtuig. Het vliegtuig wordt ontwikkeld en geproduceerd door Irkoet en Jakovlev van de Verenigde Vliegtuigbouwcorporatie (OAK), een onderdeel van het Russische staatsbedrijf Rostec.
De eerste testvluchten vonden in mei 2017 plaats. In totaal is het vliegtuig al 192 keer besteld. Aeroflot heeft de grootste order geplaatst van 50 vliegtuigen van dit type.

## Ontwerp
De MC-21 heeft een constructie van composietmateriaal, een laaggevleugelde cantilever eendekker met een driewiel-landingsgestel en aangedreven door twee turbofanmotoren die op de vleugel zijn gemonteerd. Het heeft een glazen cockpit met sidestick-besturing en een optioneel head-up display. De cabine is 3,81 meter breed.

## Varianten
Er zijn twee varianten leverbaar:
- MC-21-200, de verkorte versie met 150 zitplaatsen
- MC-21-300, het standaard model met 180 zitplaatsen

| Kenmerk                         | MC-21-200 | MC-21-300 |
| ------------------------------- | --------- | --------- |
| Zitplaatsen (standaard)         | 132       | 163       |
| Zitplaatsen (min-max)           | 132-165   | 163-211   |
| Maximum startgewicht (in kg)    | 72.560    | 79.250    |
| Maximum landingsgewicht (in kg) | 63.100    | 69.100    |
| Maximum nuttige lading (in kg)  | 18.900    | 22.600    |
| Maximum reikwijdte (in km)      | 6400      | 6600      |

De klanten kunnen kiezen uit twee motoren, de PW1400G-JM van de Amerikaanse fabrikant Pratt & Whitney of de Russische PD-14.
De MC-21-400, het verlengde model met 210 zitplaatsen is nog in ontwikkeling.